# زكي شان (فلم)
زكي شان فيلم مصري كوميدي عرض عام 2005، كتبه المؤلف محمد فضل وأخرجه وائل إحسان. وقد تم تصويره بين القاهرة والغردقة من بطولة أحمد حلمي وشاركته البطولة الفنانة ياسمين عبد العزيز والفنان حسن حسني.
تاريخ عرض الفيلم يوافق عشية عيد الفطر في مصر 1426 هـ.

## قصة الفيلم
تدور أحداث الفيلم حول "شيرين" فتاة غنية أفسدها الدلال (ياسمين عبد العزيز). تقع في غرام الشاب "حازم" الذي يرفضه أهلها. يُعين والدها رجل الأعمال "خيرت" (حسن كامي) حارس خاص يرافقها هو "زكي" (أحمد حلمي) بعد أن كثرت زلاتها. "زكي" (أحمد حلمي) هو شاب غير ملتزم بالعمل وقد رُفد من وظيفته عدة مرات، وفي يوم يسمع والده "سالم الأسيوطي" (حسن حسني) الذي يعمل في مكتب "خيرت" يتحدث مع أخيه عن وظيفة خالية لبودي جارد فيذهب زكي ويقبل بحيلة قام بها، وكانت وظيفته ابعادها عن حبيبها. تحاول "شيرين" التخلص من قبضة هذا الحارس الذي بات من مهمته مرافقتها وتضييق الخناق عليها في كل مكان. الأب كان يحاول التسبب في المشكلات لأنه كان يعلم أن "زكي" ابنه مستهتر ولن يؤدي الوظيفة على أكمل وجه لكنه أثبت غير ذلك، كما أن "شيرين" وبمرور الوقت تقع في غرامه، وذلك من خلال مواقف كوميدية تؤثر في حياة أسرتها. في النهاية تحدث مشكلة عندما يدعى "حازم" أنه سيسافر للقاهرة للعمل واكتشف "زكي" أنه ما زال في شرم الشيخ وأن تلك الكذبة ليتستر على نزواته، يتسبب ذلك في شجار بين "شيرين" و"زكي"، فيحزن "زكي" ويضطر لمغادرة العمل وفجأة تأتيه مكالمة استغاثة من "شيرين" فيسرع "زكي" ويجد "حازم" يحاول الاعتداء عليها. في النهاية يتصالح "زكي" معها ويعود للعمل. شخصية أخرى هو الطفل المنعزل أخو "شيرين" وهو "عمر" الذي حوله "زكي" لشخص اجتماعي وصديق حميم. الفيلم يلقي الضوء على بعض المشاكل التي تواجه الشباب وأهمها البطالة.

## الممثلون
| - أحمد حلمي: (زكي سالم الاسيوطي) ،(زكي شان) - ياسمين عبد العزيز: (شيرين) - حسن حسني: (سالم الاسيوطي والد زكي) - أمير كرارة: (حازم) - حسن كامي: (خيرت بيه) - نهاد نور: (عمر شقيق شيرين) | - منى هلا: (سارة صديقة شيرين) - يوسف داود: (نادر رئيس زكي السابق) - محمود البزاوي: (جمال شقيق زكي) - محمد شرف: (بيومي الحرامي) - سليمان عيد: (عابدين حارس النادي) - حمدي هيكل: (البلطجي) | - انتصار: (منه خادمة المنزل) - بدرية طلبة: (زوجة جمال) - حسن عبد الفتاح: (راكب السيارة) - حسين أبو حجاج: (سائق التاكسي) - رامي فؤاد: (سيد) |

## وصلات خارجية
- مقالات تستعمل روابط فنية بلا صلة مع ويكي بيانات